# Andy Williams (futebolista)
Andrew "Andy" Williams (Toronto, 23 de setembro de 1977) é um ex-futebolista profissional jamaicano, meia-direita, disputou a Copa do Mundo de 1998.

## Carreira
williams integrou o elenco da Seleção Jamaicana de Futebol, na Copa do Mundo de 1998.